# Akkupack
Als Akkupack wird ein zusammengeschaltetes Paket mehrerer Akkumulatorzellen bezeichnet, welches zur praktischen Verwendung durch eine Umhüllung oder ein Gehäuse zusammengehalten und oft auch vor äußeren Einflüssen geschützt wird. Akkupacks sind entnehmbar bzw. austauschbar gestaltet und verfügen über lösbare elektrische Kontakte, oft durch Steckverbinder.
Die verwendeten Zellen sollten dabei alle zum gleichen Typ eines Herstellers gehören, also eine möglichst identische Spannung, Kapazität und Belastbarkeit aufweisen. Innerhalb eines Akkupacks können auch Blöcke aus mehreren Zellen parallel geschaltet sein, und mehrere solcher Zellblöcke wiederum in Reihe.

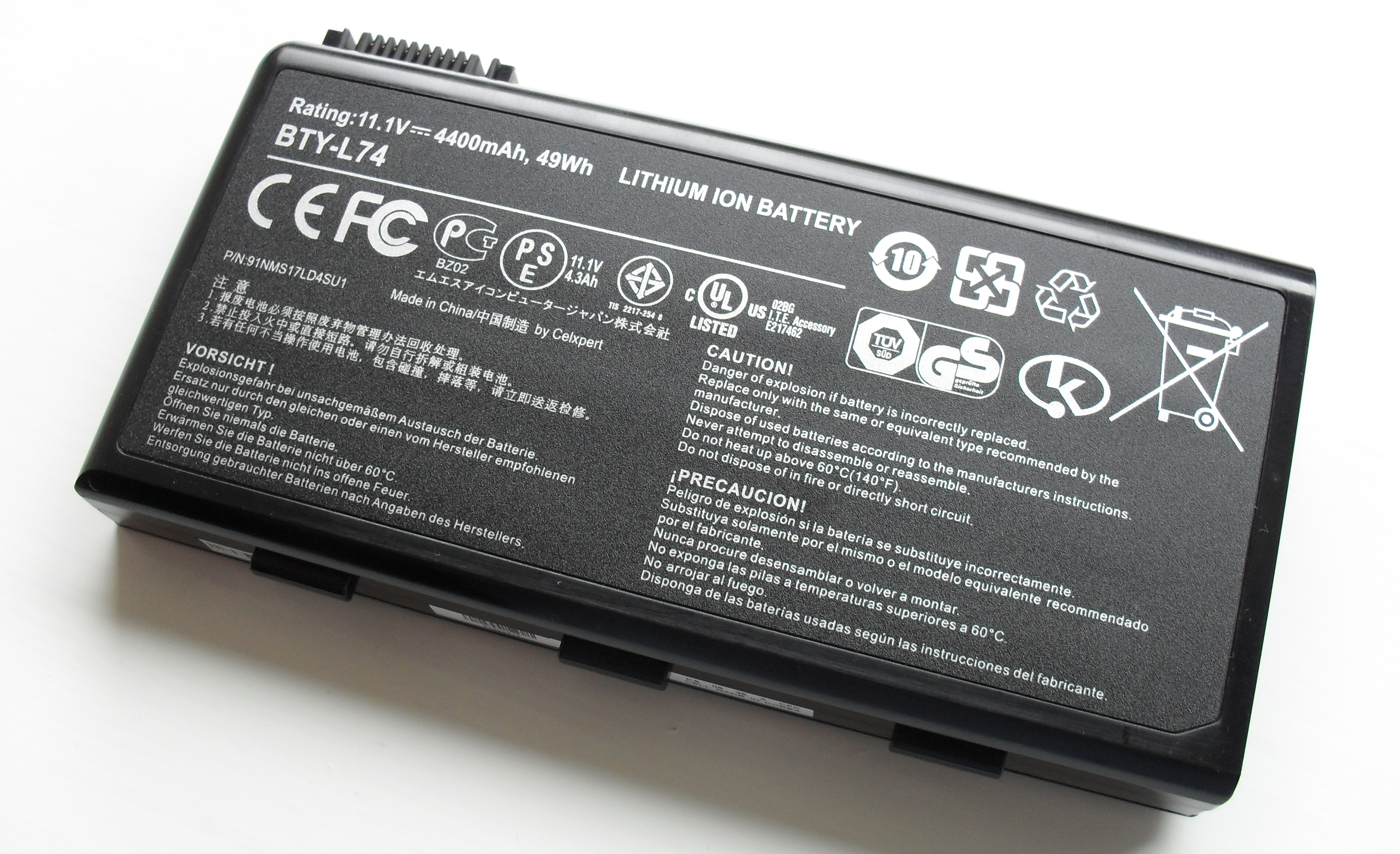
Lithium-Akkupack (3s) für Laptop mit Angabe von Nennspannung, Nennkapazität und Energiegehalt

## Spannung
Die Nennspannung des Akkupacks ergibt sich aus der Summe Nennspannungen der in Reihe geschalteten Zellen bzw. Zellblöcke. Sie beruht auf den Normangaben der Hersteller und bestimmt die Auslegung des Ladegerätes mit.
Die tatsächliche Spannung eines Akkupacks differiert je nach Ladezustand:
- der höchste Wert wird durch die Ladeschlussspannung des eingesetzten Ladeverfahrens bestimmt.
- die niedrigste Spannung ist die vom Hersteller vorgegebene Entladeschlussspannung, bei der eine schädliche Tiefentladung einzelner Zellen verhindert werden soll.

## Kapazität
Die Nennkapazität des Akkupacks wird in Amperestunden (Ah) angegeben. Sie entspricht
- bei einfachen Serienschaltungen der Nennkapazität einer einzelnen Zelle
- bei Zellblöcken aus parallelgeschalteten Zellen der Summe der Nennkapazitäten der parallelgeschalteten Einzelzellen.

Die nutzbare Kapazität wird bei Serienschaltungen allerdings vom schwächsten Glied der Kette bestimmt, sie entspricht also der Zelle bzw. dem Zellblock mit der niedrigsten Kapazität.

## Energiegehalt
Obwohl alle Zellen eines Akkupacks vom gleichen Typ und möglichst gleicher Produktionscharge sein sollen, differieren die tatsächlichen Werte der Zellen in der Praxis immer. Ursachen sind Fertigungstoleranzen und/oder ungleiche Alterung der Einzelzellen. Der Nennenergiegehalt ist die Summe der einzelnen Energiegehalte der Einzelzellen bzw. Zellblöcke.
Der nutzbare Energieinhalt eines Akkupacks ergibt sich aus der Zelle (bzw. dem Zellblock aus parallelgeschalteten Zellen) mit der niedrigsten Kapazität, multipliziert mit der Anzahl der in Reihe geschalteten Zellen (bzw. Zellblöcke). Er wird angegeben in Wattstunden (Wh) oder Kilowattstunden (kWh). Er kann im Neuzustand höher sein als der Nenn-Energiegehalt (Überkapazität der Zellen), nimmt aber durch Nutzung, Alterung und Degradation ab.

## Bezeichnungssystem für die Zellkonfiguration

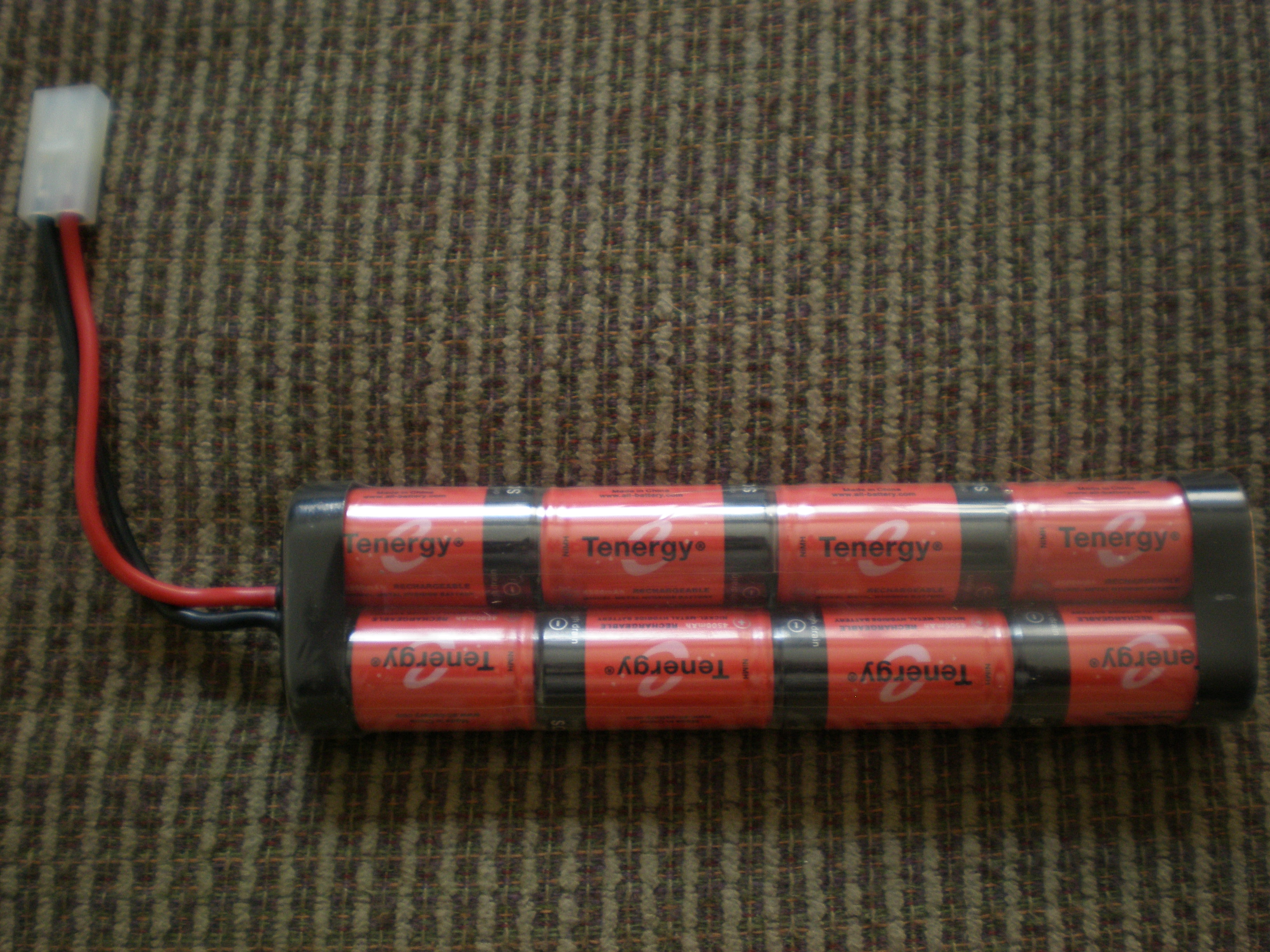
NiMH-Akkupack 8s1p (8 × 1,2 Volt)

Für den Aufbau von Akkupacks hat sich ein Abkürzungssystem etabliert. Es gibt Auskunft, wie viele Zellen innerhalb eines Packs parallel- und reihenverschaltet sind. Ein 3S2P-Akkupack beispielsweise enthält insgesamt 6 Zellen. Davon sind je 2 Zellen parallel (2P) verbaut. Drei dieser Zellpaare sind seriell (3S), also in Reihe verschaltet.
Bei einfachen Serienschaltungen wird teilweise auch nur eine Zahl und ein Buchstabe verwendet. So bezeichnet 4S einen Akkupack mit 4 in Reihe geschalteten Zellen. Diese Form der Bezeichnung findet man häufig an Balanceranschlüssen.

## Einsatz
Besonders häufig anzutreffen sind Akkupacks in Industrieprodukten z. B. netzunabhängigen Kreditkartenlesern und schnurlosen Festnetztelefonen, außerdem als Traktionsbatterien für den Antrieb kleinerer Fahrzeuge oder im  Modellbau für die Funktionalität der Modelle.
Heutige Packs bestehen in der Regel aus NiMH-Zellen oder Lithiumakkumulatoren. NiCd-Zellen werden aufgrund ihrer Umweltbelastung bei der Entsorgung nicht mehr in aktuellen Geräten verbaut.

## Konfektionierung der Zellen

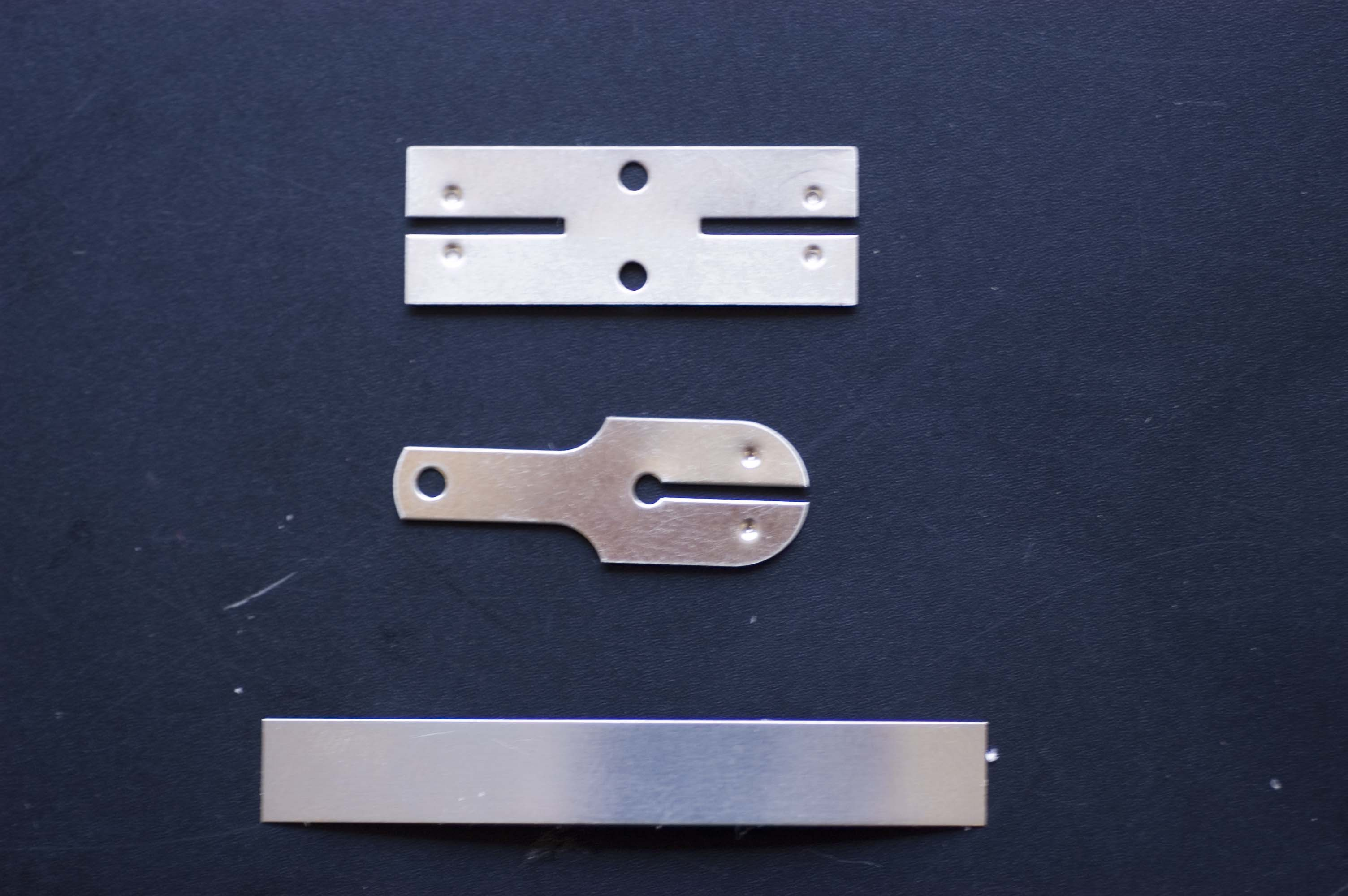
Blechformen zum Verbinden der Zellen

In einer Batteriekonfektion werden einzelne Zellen zu einem Paket zusammengebaut. Die Pakete bestehen aus mehreren Zellen, je nach der gewünschter Spannung und Energiegehalt. Die Zellen können mechanisch in beliebiger Anordnung aufgebaut werden: In einer Reihe, in Säulenform oder auch kreisförmig. In der industriellen Massenproduktion geschieht dies meist automatisiert. Es gibt zahlreiche Varianten von Akkupacks, z. B. mit PTC-Widerstand (ein temperaturabhängiger Widerstand, der den Ladestrom verringert, wenn die Zellen zu heiß werden), Balanceranschlüssen für die Zellwartung oder integrierten Balancerschaltungen.
Für die Umhüllung verwendet man oft Schrumpfschlauch, Halbschalen über den Zellverbindern oder feste Gehäuse.
Bei den Zellverbindern und Anschlussfahnen gibt es Ausführungen aus einfachen Streifen oder mit eingestanzten Punkten (H-Verbinder). Auch Akkupacks aus Zellen mit Schraubanschlüssen werden gefertigt. Bei ihnen ist ein Austausch einzelner Zellen möglich.

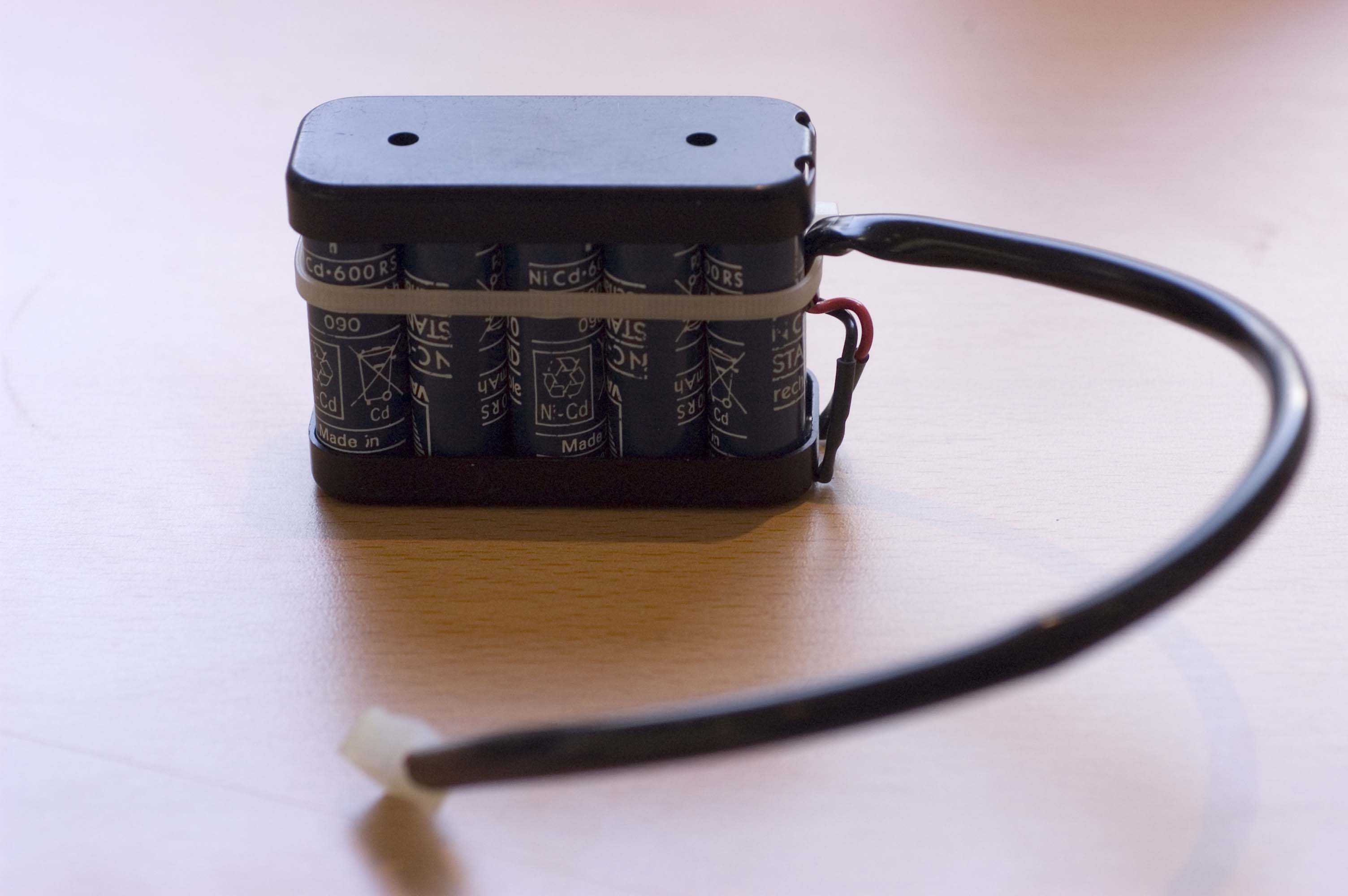
NiCd-Akkupack mit Halbschalen
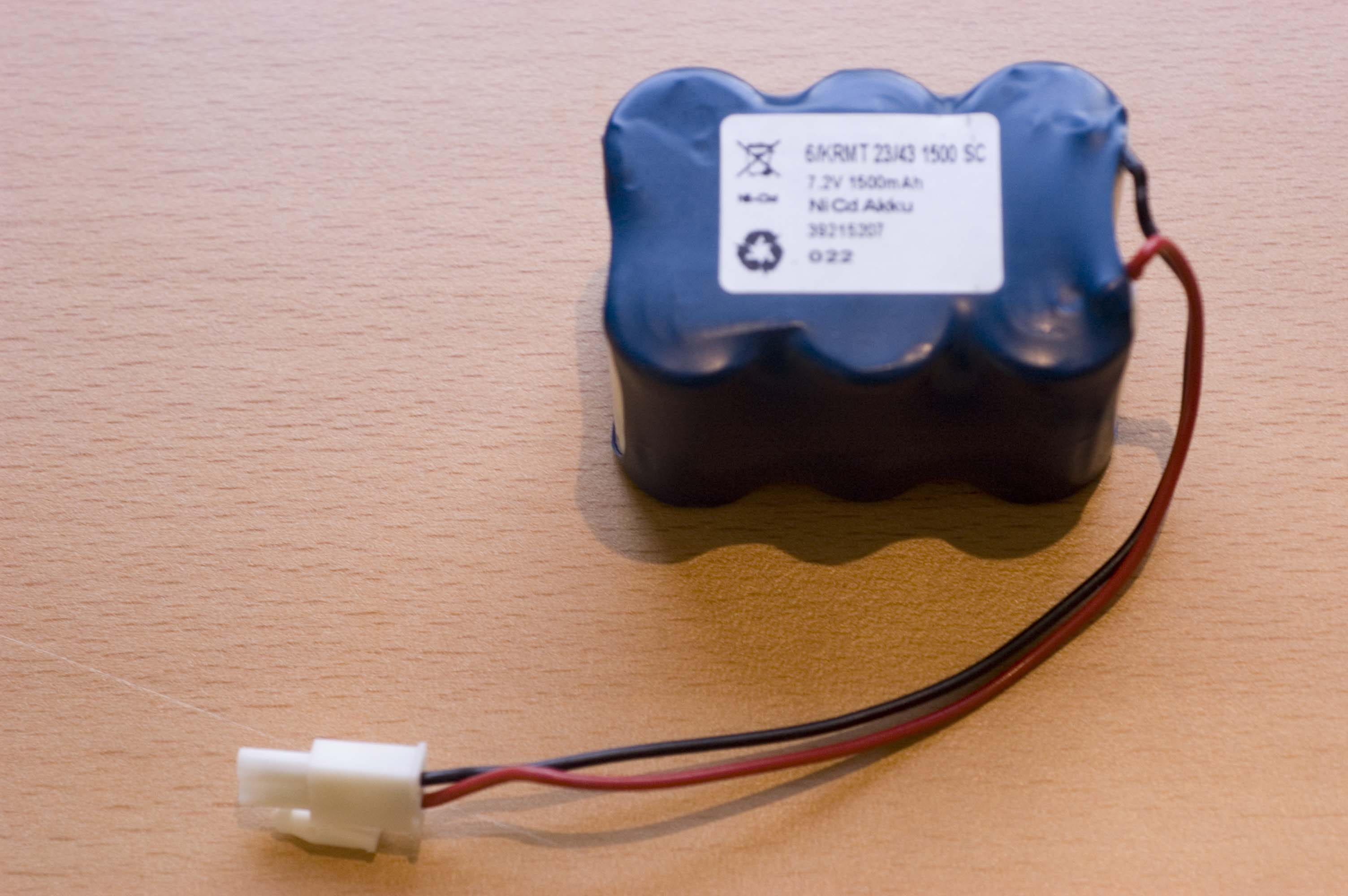
NiCd-Akkupack 6s1p mit Schrumpfschlauch
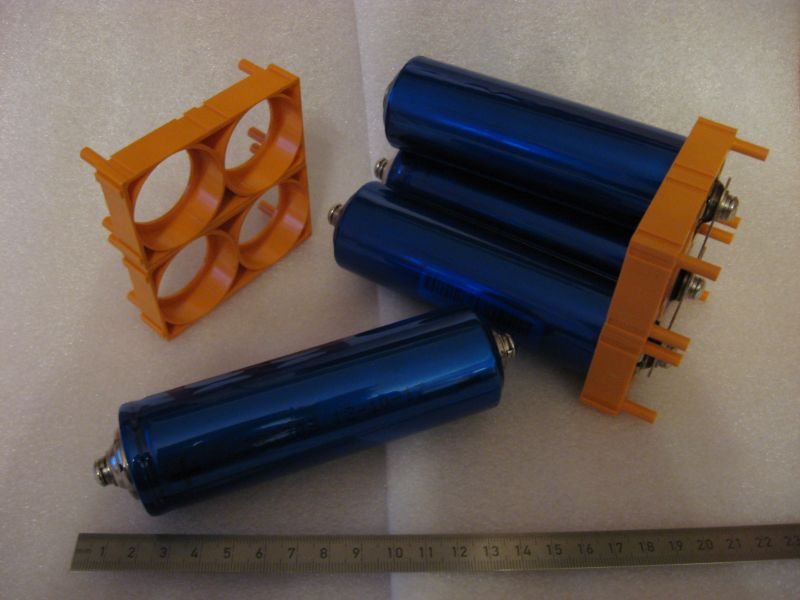
Akkuzellen mit Schraubanschlüssen und Abstandhaltern zur Eigenkonfektion
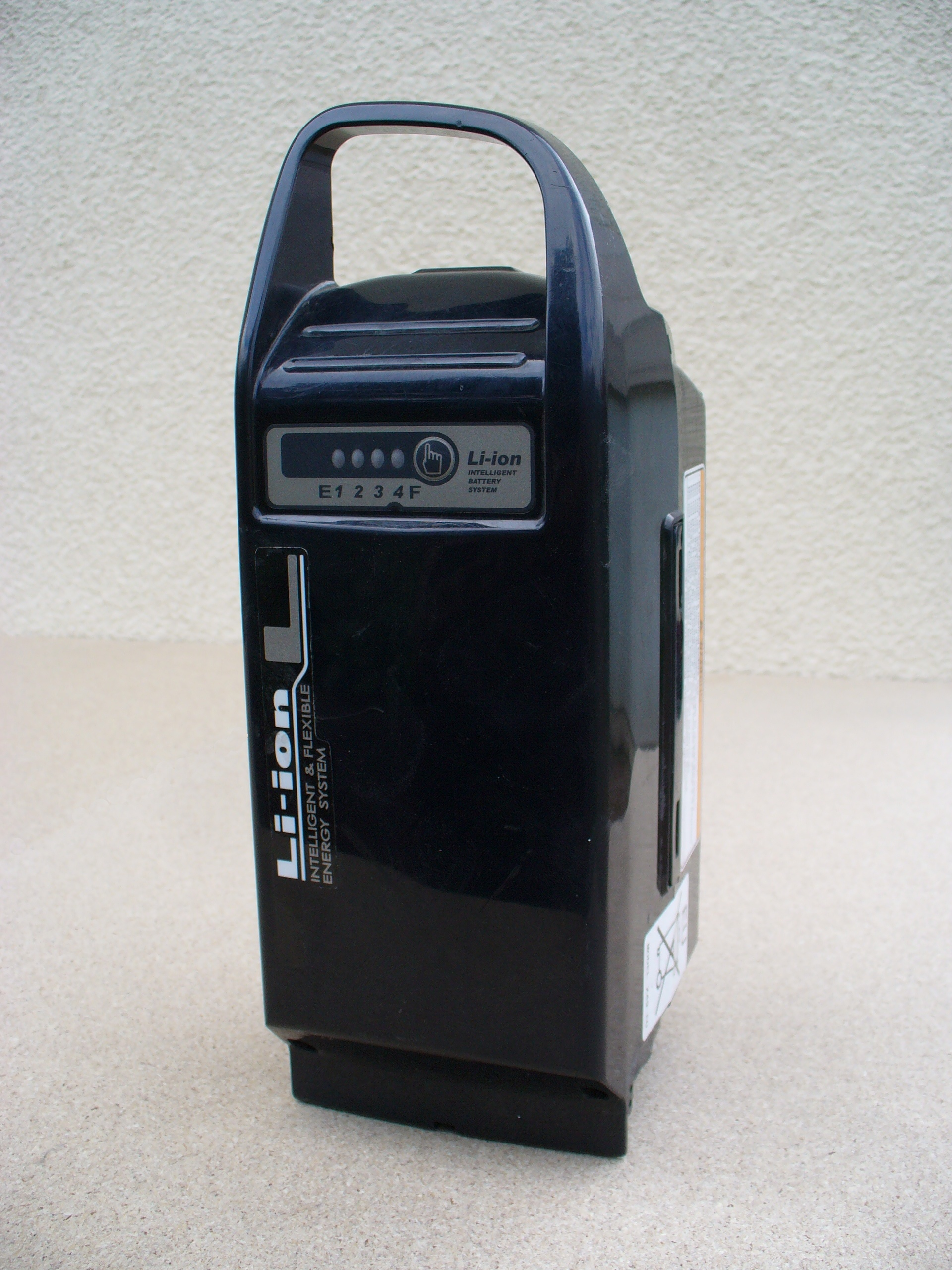
Akkupack mit Ladestandsanzeige in festem Gehäuse für ein Pedelec